# John Ratcliffe (politico)
John Lee Ratcliffe (Mount Prospect, 20 ottobre 1965) è un politico statunitense, Direttore della CIA nella seconda amministrazione Trump dal 23 gennaio 2025 ed in precedenza Direttore dell'Intelligence nazionale dal 2020 al 2021 nella prima amministrazione Trump. Precedentemente, Ratcliffe è stato membro della Camera dei Rappresentanti per lo stato del Texas dal 2015 al 2020..

## Biografia
Ultimo di sei figli, Ratcliffe studiò all'Università di Notre Dame e successivamente conseguì la laurea in legge presso la Southern Methodist University. Dopo essere divenuto avvocato civilista, lavorò anche come docente universitario in alcuni atenei privati.
Entrato in politica con il Partito Repubblicano, nel 2004 venne eletto sindaco di Heath e in seguito fu riconfermato per altri tre mandati consecutivi. Nel frattempo lavorò anche per il Dipartimento di Giustizia, dapprima nel settore dell'antiterrorismo e poi come procuratore federale.
Nel 2014 si candidò alla Camera dei Rappresentanti per il seggio occupato dal compagno di partito Ralph Hall, in carica da trentaquattro anni. Hall, con i suoi novantuno anni d'età, era all'epoca il deputato più anziano del Congresso e, nella storia politica del Texas, nessun deputato repubblicano in carica era mai stato sconfitto nelle primarie. Ratcliffe si rivelò un avversario ostico per Hall, ottenendo vari endorsement di rilievo, tra cui quelli di Michele Bachmann e Ron Paul. Nelle primarie di marzo, Hall prevalse nettamente su Ratcliffe ma poiché nessuno dei due aveva raggiunto il 50% delle preferenze, fu necessario un ballottaggio: in questa circostanza Ratcliffe riuscì a sconfiggere Hall con un margine di sei punti percentuali, divenendo ufficialmente il candidato repubblicano per il seggio.
Ideologicamente Ratcliffe è un repubblicano di vedute conservatrici ed è sostenuto dal Tea Party.
Nel luglio 2019 è stato nominato dal presidente Trump nuovo direttore dell'Intelligence Nazionale e la sua nomina fu ratificata solo a partire dal 3 marzo 2020. Ratcliffe ottenne poi la conferma dal Senato il 21 maggio, con 49 voti a favore e 44 contrari, ed entrò in carica il 26 maggio 2020. Il 21 gennaio 2021 lascia la carica a Avril Haines nominata dal nuovo presidente Joe Biden.

### Direttore dell'Intelligence Nazionale
Il 29 luglio 2019, Donald Trump ha annunciato l'intenzione di nominarlo direttore dell'intelligence nazionale, nonostante un'esperienza piuttosto limitata in materia di sicurezza nazionale; l'annuncio ha provocato reazioni contrastanti al Senato. Cinque giorni più tardi, in seguito alle notizie di stampa che sostenevano come avesse esagerato la sua esperienza nella lotta contro il terrorismo e l'immigrazione clandestina nel ruolo di procuratore, ha annunciato che avrebbe rinunciato a questa nomina.
Dopo aver fatto parte del team che ha difeso Trump durante il suo procedimento di impeachment, Ratcliffe è stato nuovamente nominato dal presidente alla posizione di direttore dell'intelligence nazionale nel 2020. Durante le sue audizioni, ha detto che sarebbe stato un indipendente in questo ruolo, mentre i democratici hanno criticato una nomina puramente politica. Il Senato ha convalidato la sua nomina il 21 maggio 2020, con 49 voti repubblicani contro 44 democratici. In confronto, la nomina del suo predecessore Dan Coats è stata approvata con 85 voti, tra cui molti senatori democratici.

### Direttore della CIA
Il 12 novembre 2024 il presidente eletto Donald Trump ha annunciato l'intenzione di nominarlo direttore della CIA nella sua seconda amministrazione. Il 23 gennaio viene confermato dal Senato come direttore della CIA entrando in carica lo stesso giorno.

## Posizioni politiche
Ratcliffe era considerato uno dei membri più conservatori del Congresso. Nel 2016, la Heritage Foundation lo ha classificato come il legislatore texano più conservatore al Congresso e il secondo legislatore più conservatore del paese.

### Cina
Ratcliffe ha ripetutamente avvertito che la Cina è la principale minaccia per gli interessi statunitensi e globali. Nel dicembre 2020, ha affermato che la Cina "intende dominare gli Stati Uniti e il resto del pianeta economicamente, militarmente e tecnologicamente" e ha definito il paese "la più grande minaccia per l'America oggi e la più grande minaccia alla democrazia e alla libertà in tutto il mondo dalla seconda guerra mondiale". Ha anche affermato che il governo cinese "ha condotto test umani" su membri dell'esercito cinese "nella speranza di sviluppare soldati con capacità biologicamente migliorate" e ha detto che "al mondo viene presentata una scelta tra due ideologie del tutto incompatibili". Aveva chiesto che la Cina fosse privata dei diritti di tenere le Olimpiadi invernali del 2022 a causa di quelli che aveva definito "crimini di umanità contro i musulmani uiguri" e "un massiccio insabbiamento delle origini del virus (COVID-19)".

### Immigrazione
Ratcliffe ha sostenuto l'ordine esecutivo del presidente Donald Trump del 2017 per vietare l'immigrazione da sette paesi a maggioranza musulmana, affermando: "Plaudo alle azioni del presidente Trump per aumentare il controllo dei rifugiati che tentano di entrare negli Stati Uniti".

## Vita privata
Ratcliffe è cattolico. Ratcliffe e sua moglie, Michele, vivono con le loro due figlie a Heath, in Texas.